# Liste der Monuments historiques in Espanès
Die Liste der Monuments historiques in Espanès führt die Monuments historiques in der französischen Gemeinde Espanès auf.

## Liste der Bauwerke
| Bezeichnung | Beschreibung | Standort | Kennzeichnung | Schutzstatus | Datum     | Bild |
| ----------- | ------------ | -------- | ------------- | ------------ | --------- | ---- |
| Schloss     |              | (Lage)   | PA00094328    | Inscrit      | 1969 1990 |      |